# Aname distincta
Aname distincta là một loài nhện trong họ Nemesiidae. Loài này phân bố ở Queensland.